# Baoulé (källflöde till Bani)
Baoulé är ett vattendrag i Elfenbenskusten och Mali, som vid sammanflödet med Bagoé bildar Bani. Det rinner upp i distriktet Denguélé i nordvästra Elfenbenskusten och rinner norrut. En del av vattendraget ingår i gränsen mellan länderna.